# Olga Nikitina
Olga Aleksejevna Nikitina (Russisch: Ольга Алексеевна Никитина) (Moskou, 26 november 1998) is een Russisch schermster.
Nikitina werd in Tokio olympisch kampioen met het team.

## Resultaten

### Olympische Zomerspelen
| Jaar | Plaats | Resultaten          |
| ---- | ------ | ------------------- |
| 2020 | Tokio  | sabel team 7e sabel |

### Wereldkampioenschappen schermen
| Jaar | Plaats    | Resultaten |
| ---- | --------- | ---------- |
| 2019 | Boedapest | sabel team |

2008: Chomrova, Charlan, Poendyk, Zjovnir ·
2016: Djatsjenko, Gavrilova, Jegorjan, Velikaja ·
2020: Nikitina, Pozdnjakova, Velikaja ·
2024: Bakastova, Charlan, Kravatska, Komasjtsjoek